# هنری دیوید ثورو
هنری دیوید ثورو (به انگلیسی: Henry David Thoreau) (۱۲ ژوئیه ۱۸۱۷ – ۶ مه ۱۸۶۲) فیلسوف، نویسنده، شاعر، طبیعت‌گرا، اصلاح‌طلب و ریاضت‌کش آمریکایی بود که بیشتر برای یکی از کتاب‌هایش به نام والدن شناخته شده‌است.
او نظریه‌پرداز نافرمانی مدنی و یکی از مهم‌ترین چهره‌های نظریه تعالی و عشق به بدویت، سراسر زندگی کوتاهش را در شهر کونکورد در ایالت ماساچوست گذراند.
درباره سعدی
هنری دیوید ثرو میگوید که من همان سعدی هستم که بعداز ۶۰۰ سال آمده‌ام
شهرت وی که البته پس از حیات وی اتفاق افتاد به دلیل مقاله نافرمانی مدنی اوست؛ شخصیت‌هایی چون مهاتما گاندی، مارتین لوتر کینگ و لئو تولستوی تحت تأثیر این مقاله قرار گرفته‌اند.
وی عقیدهٔ توماس جفرسون را در مورد حکومت قبول داشت:
آن حکومتی بهتر است که کمتر حکومت کند.

## زندگی

### تولد و تحصیل
ثورو بیشتر عمر ۴۵ ساله‌اش را در کونکورد گذراند. در ۱۸۳۷ میلادی از هاروارد فارغ‌التحصیل شد. در ۱۸۴۵ حدود دو سال و دو ماه اقامتش را در جنگل‌های حوالی دریاچه والدن آغاز کرد و به زندگی بدوی روی آورد. او فقط گه‌گاه سری به شهر می‌زد. خود انگیزه‌اش از رفتن به جنگل را اینگونه توصیف کرده‌است: «عزم کرده‌ام از پیش روی نظرات جامعه اثاث‌کشی کنم؛ از دولت، از دین، از آموزش، از جامعه و نیز می‌خواهم خود را رو در رو ببینم.» دیوید ثورو، هنری (۱۳۹۵). والدن. ترجمهٔ علیرضا بهشتی شیرازی. روزنه. ص. ۲۱. شابک ۹۷۸-۹۶۴-۳۳۴-۵۹۱-۴.

### والدین
پدرش فرزند یک مهاجر پروتستان از جزایر شانل بود و مادرش دختر یک کشیش محلی. ثورو دربارهٔ زندگی خود نوشته‌است: «من در مناسب‌ترین نقطه از زمین زاده شدم؛ درست بر لبهٔ زمان». ثورو با بزرگانی چون ادگار آلن پو، ناتانیل هاوثورن، ویتمن، ملویل و رالف والدو امرسون معاصر بوده و روابط نزدیکی با امرسون داشته‌است.

### اجتناب ازمزاوجت
در ۱۸۹۰ ثورو تجربه‌ای نزدیک به عشق را از سر گذراند. رقیب عشقی او برادرش بود. هر دو همزمان و بی‌خبر از یکدیگر ابراز عشق کردند. دختر که می‌پنداشت پدرش از «عقاید غیرمتعارف» پروا دارد، علی‌رغم میل ابتدایی دست رد به سینهٔ هنری زد. ثورو شش سال پس از این واقعه با اشاره‌ای شوخ‌طبعانه به معلم سرخانهٔ فرزندان امرسون، خطاب به او نوشت: «او به‌راستی می‌خواهد -تردید می‌کنم بنویسم- با من ازدواج کند. مردم آن را اینطور هجی می‌کنند. من یک «نه» روشن، به همان صورتی که بعد از تمرین بسیار تلفظ آن را آموخته‌ام حواله‌اش کردم و مطمئنم این نه کارش را ساخت. من واقعاً با روبه‌رو شدن با دشمنی اینچنین را در مسیر زندگی‌ام پیش‌بینی نکرده بودم.»
ثورو هرگز ازدواج نکرد.

## فلسفه ثورو
فلسفهٔ ثورو به‌تفصیل در دو اثر والدن و نافرمانی مدنی آمده‌است. والدن مجموعه از نوشته‌های کوتاه مقاله‌وار است که ثورو در آن‌ها به اقتصاد، سرمایه‌داری، انقلاب صنعتی، زندگی بر پایهٔ طبیعت و اخلاق انسانی وابسته و متأثر بر تغییرات جهانی پرداخته‌است.
به‌عقیدهٔ ناشر انگلیسی اثر، درسی که ثورو می‌آموزاند را می‌توان در یک جمله خلاصه کرد: «ساده زندگی کنید.»